# Liste der finnischen Botschafter in Namibia

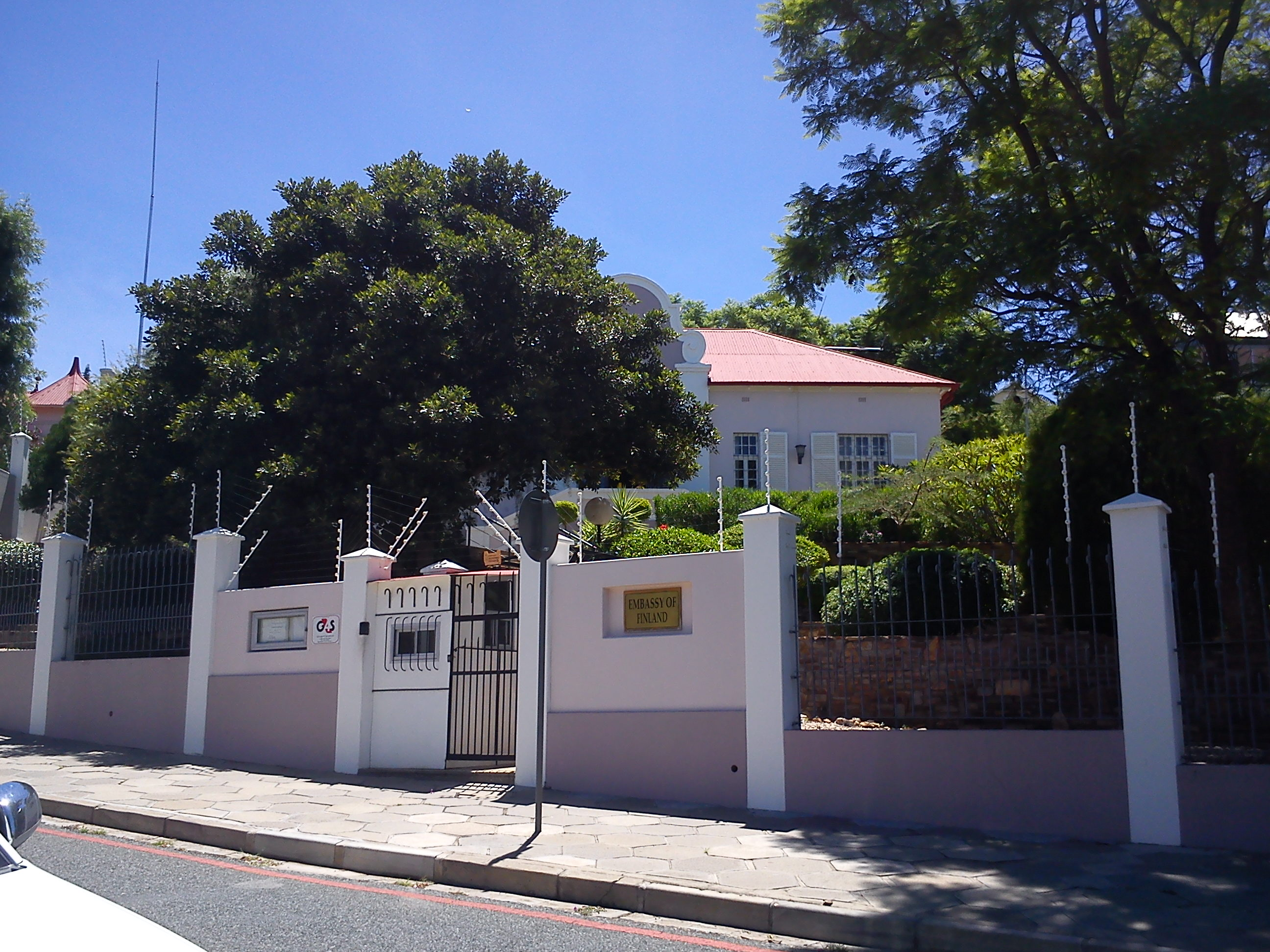
Finnische Botschaft in Windhoek

Die ist die Liste der finnischen Botschafter in Namibia. Die Botschaft wurde mit Unabhängigkeit Namibias 1990 eingerichtet.

## Missionschefs
- 1990–1990 Lauri Kangas
- 1990–1994 Kirsti Lintonen
- 1994–1998 Yrjö Karinen
- 1998–2000 Kari Karanko
- 2000–2005 Kirsti Lintonen (Pretoria)
- 2005–2010 Heikki Tuunanen (Pretoria)
- 2010–2014 Tiina Myllyntausta (Pretoria)
  - 2001–2003 Sinikka Antila (Geschäftsträger)
  - 2003–2008 Seija Kinni-Huttunen (Geschäftsträger)
  - 2008–2011 Asko Luukkainen (Geschäftsträger)
  - 2011–2014 Anne Saloranta (Geschäftsträger)
- 2014–? Anne Saloranta
- seit 2021 Leena Viljanen